# Silkeborg Idraetsforening
El Silkeborg Idraetsforening és un club de futbol danès de la ciutat de Silkeborg.

## Història
El club va ser fundat l'any 1917, però no fou fins 1987 que ascendí per primer cop a la primera divisió danesa. Va viure el seu millor moment a la dècada de 1990, en la que es proclamà campió de lliga la temporada 1994-95, de copa el 2001 i de la Copa Intertoto el 1996.

## Palmarès
- Lliga danesa de futbol: 
  - 1994
- Copa danesa de futbol: 
  - 2001
- Segona Divisió danesa : 
  - 2004, 2014
- Copa Intertoto de la UEFA: 
  - 1996